# ヒドロキシマンデロニトリルリアーゼ
ヒドロキシマンデロニトリルリアーゼ(Hydroxymandelonitrile lyase、EC 4.1.2.11)、以下の化学反応を触媒する酵素である。
(S)-4-ヒドロキシマンデロニトリル{\displaystyle \rightleftharpoons }シアン化物 + 4-ヒドロキシベンズアルデヒド
従って、この酵素の基質は(S)-4-ヒドロキシマンデロニトリルのみ、生成物はシアン化物と4-ヒドロキシベンズアルデヒドの2つである。
この酵素はリアーゼ、特に炭素-炭素結合を切断するアルデヒドリアーゼに分類される。系統名は、(S)-4-ヒドロキシマンデロニトリル 4-ヒドロキシベンズアルデヒドリアーゼ (シアン化物形成)((S)-4-hydroxymandelonitrile 4-hydroxybenzaldehyde-lyase (cyanide-forming))である。他に、hydroxynitrile lyase、oxynitrilase、Sorghum hydroxynitrile lyase、(S)-4-hydroxymandelonitrile hydroxybenzaldehyde-lyase等とも呼ばれる。この酵素は、シアノアミノ酸の代謝に関与している。

## 構造
2007年末時点で、1個の構造が解かれている。蛋白質構造データバンクのコードは、1GXSである。